# Friedrich Ferenc (vívó)
Friedrich Ferenc (Buda, 1816. március 19. – Budapest, Ferencváros, 1896. február 7.) vívómester.

## Pályafutása
Kezdetben Pesten, Franciaországból bevándorolt apja vívóiskolájában, később párizsi, bécsi és londoni vívóiskolákban tanult. Hazatérése után segéd volt apja vívótermében, majd önálló vívótermet nyitott, illetve a Nemzeti Vívó Intézet vívómestere lett. 1848-ban Eötvös József közoktatásügyi miniszter kinevezte a pesti egyetem vívómesterévé. A Pesti Tudományegyetem Bölcsészettudományi Karán indított rövidített tanfolyam (Hadi Tanfolyam) egyik vívómestere Chappon Lajos mellett. Később 1848. december 15-én a Magyar Hadi Főtanoda vívómestere.
"A Nemzeti Vívóintézetben oktatási nyelvül a magyar nyelvet,
1830. évben behoztam és az óta folytonosan használom".
(Részlet Friedrich kérvényéből, melyet Eötvös József közoktatásügyi
miniszterhez intézett)
A szabadságharc bukása után magánintézetben tanított. A kiegyezés után ismét kinevezték az egyetem vívómesterévé. Sokat tett a vívósport magyarországi elterjesztéséért, a sportág magyar úttörői között tartják számon. 1882-től a királyi család vívómestere lett. Tanítványai között volt a magyar közélet számos ismert egyénisége, többek között Wesselényi Miklós, Kossuth Lajos és Erzsébet királyné is.
Élete egyetlen vereségét talán tiszteletből tanítványától, Erzsébet királynőtől szenvedte el. Halálát influenza okozta. Felesége Berghoffer Alojzia volt.